# فاطمة ساري
فاطمة ساري (بالتركية: Fatma Güldemet Sarı)‏ (25 يونيو 1970 - ) سياسية تركية وعضو في حزب العدالة والتنمية، شغلت منصب وزير البيئة والتخطيط العمراني من 24 نوفمبر 2015 إلى 24 مايو 2016. كما أنها عضو في البرلمان التركي عن ادائرة أضنة منذ 7 يونيو 2015.